# ماگدالون مونسن
ماگدالون مونسن (نروژی: Magdalon Monsen; ۱۹ آوریل ۱۹۱۰ – ۴ سپتامبر ۱۹۵۳) بازیکن فوتبال اهل نروژ بود.